# Женская сборная Марокко по баскетболу 3×3
Женская сборная Марокко по баскетболу 3×3 представляет Марокко на международных соревнованиях по баскетболу 3×3. Управляющим органом является Федерация баскетбола Марокко (фр. Fédération Royale Marocaine de Basket-Ball, FRMBB).
По состоянию на 25 сентября 2024, женская сборная Марокко по баскетболу 3×3 занимает 54-е место в мировом рейтинге ФИБА женских сборных по баскетболу 3×3.

## Результаты выступлений
| Турнир           | Золото | Серебро | Бронза | Всего |
| ---------------- | ------ | ------- | ------ | ----- |
| Чемпионат Африки | —      | —       | —      | —     |
| Африканские игры | —      | —       | —      | —     |
| Итого            | —      | —       | —      | —     |

### Чемпионат Африки
| Год       | Место          | Игры           | Победы         | Поражения      | Состав команды                                                 |
| --------- | -------------- | -------------- | -------------- | -------------- | -------------------------------------------------------------- |
| 2017—2019 | не участвовали | не участвовали | не участвовали | не участвовали | не участвовали                                                 |
| Каир 2022 | 5              | 4              | 2              | 2              | Oumama Bahadi, Naziha Challouk, Malika Gotay, Khaoula Benfakir |
| Каир 2023 | 5              | 5              | 2              | 3              | Naziha Challouk, Widad Sbai, Nadia Salhi, Asmae Ziali          |

### Африканские игры
| Год        | Место          | Игры           | Победы         | Поражения      | Состав команды                                          |
| ---------- | -------------- | -------------- | -------------- | -------------- | ------------------------------------------------------- |
| Рабат 2019 | 9              | 2              | 0              | 2              | Naziha Challouk, Aicha Elazri, Asmae Ziali, Zineb Sitar |
| 2023       | не участвовали | не участвовали | не участвовали | не участвовали | не участвовали                                          |